# Clivus Scauri

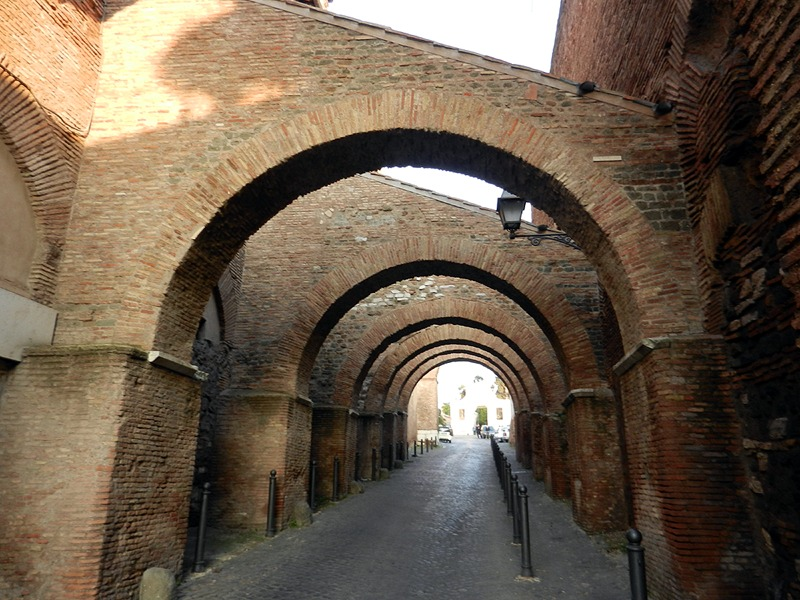
De Clivus Scauri

De Clivus Scauri was een straat in het oude Rome.
Een clivus was een Romeinse straat die tegen een heuvel aanlag (Lat. clivus, helling, vandaar ook steile straat). De Clivus Scauri liep over de Caelius heen. De clivus begon als zijstraat van de weg die in het dal tussen de Palatijn en de Caelius lag. Hij liep vervolgens over de westelijke helling van de Caelius naar de top van deze heuvel en vandaar over de noordelijke helling naar beneden, waar de Porta Caelimontana van de Muur van Servius Tullius nog staat. De straat bestaat nog steeds en de westelijke helft draagt nog de antieke naam. Aan de oostelijke zijde heet de straat tegenwoordig Via di SS. Giovanni en e Paolo.
De straatnaam is bekend uit vroegmiddeleeuwse documenten en werd waarschijnlijk al in de oudheid gebruikt. De straat is vernoemd naar een lid van de gens Aemilia Scauri, mogelijk Marcus Aemilius Scaurus, die censor was in 109 v.Chr. en ook verantwoordelijk was voor de Via Aemilia Scaura.
Langs de Clivus Scauri stonden in de keizertijd diverse huizen. In een daarvan werden in 362 n.Chr. de heiligen Johannes en Paulus vermoord. Op deze plaats werd in 410 de kerk Santi Giovanni e Paolo gebouwd, die daar in herbouwde vorm nog steeds staat. Om de muur van de kerk te steunen zijn grote bogen over de straat gebouwd.

## Bron
- Romereborn - Clivus Scauri[dode link]